# Прогон
Прогон или Прогони е първата известна от историята династията управлявала земята наречена от Ана Комнина в "Алексиадата" - Арбан. 
Прогон е архонт на Круя, където и се свършва с албанската съпротива на османското завоюване на Балканите.
Местното архонтско владение (княжество) е последователно под влиянието на Византийската империя, Епирското деспотство и кралство Расция. 
Синът на Прогон – Димитри, носи византийската титла Пансевастоипертат.
Архонти на Круя са и синовете на Прогон – Гьон Прогон (1198-1208) и Димитри Прогон (1208-1216). Димитри влиза в династичен съюз със Стефан Първовенчани, вземайки за съпруга дъщеря му Комнина Неманя, която е сестра на кралете Стефан Радослав, Стефан Владислав и Сава II, както и еднокръвна сестра на крал Стефан I Урош.
Владението на Прогон е споменато в дубровнишката грамота като „арбанската земя“.